# 2021年冬季世界大學運動會
第三十屆冬季世界大學運動會（英語：XXX Winter Universiade）原定在瑞士琉森舉行，原定舉辦日期為2021年1月21日至31日。
後來受2019冠狀病毒病疫情影響，國際大學運動總會宣佈比賽延期到2021年12月11日至21日進行。2021年11月29日，主辦單位宣布本屆賽事取消。

## 申辦
2014年9月1日，FISU推出了2021年世界大學運動會的申辦。
2015年2月，在2015年冬季世界大學運動會期間FISU被告知白俄羅斯和波蘭有意共同申辦2021年冬季世界大學運動會。
2015年8月24日，瑞士宣布申辦2021年冬季世界大學運動會。2016年3月5日，2021年冬季世界大學運動會的主辦權被授予琉森。

## 外部連結
- 官方网站
- 2021年冬季世界大學運動會的Facebook專頁